# Micrambe vini
Micrambe vini is een keversoort uit de familie harige schimmelkevers (Cryptophagidae). De wetenschappelijke naam van de soort werd in 1797 gepubliceerd door Georg Wolfgang Franz Panzer.